# Francisca García-Huidobro
Pour les articles homonymes, voir García et Huidobro.
Francisca Rosalía García-Huidobro Hermann (née le 4 novembre 1973 à Madrid), est une actrice et présentatrice de télévision chilienne.

## Filmographie

### Émissions
- 2004-2006 : SQP : Commentatrice
- 2007 : Vértigo : Participante
- 2007 : ¿Cuánto vale el Show? VIP : Jury
- 2006-2018 : Primer Plano : Présentatrice
- 2009-2011 : Fiebre de Baile : Jury
- 2010-2012 : Talento Chileno : Jury
- 2011-2012 : Fiebre de Viña : Présentatrice
- 2011-2012 : Quiero un Cambio : Présentatrice
- 2012 : LIII Festival de Viña del Mar : Jury
- 2014 : Padres lejanos : Animatrice

### Télénovelas
- 1997 : Eclipse de luna : Patricia Aliaga
- 1998 : Amandote : Francisca Prademas
- 1999 : Cerro Alegre : Catalina Echeverría
- 2001 : Corazón pirata : Ignacia Muñoz
- 2002 : Purasangre : Violeta Salazar (jeune)
- 2004 : Destinos cruzados : Heidi Ferrer
- 2008 : Ana y los 7 : Alexia Pérez de Arce

### Séries télévisées
- 2002-2003 : La vida de la lotería : Moira / Isidora
- 2005 : El cuento del tío : Marcia
- 2007-2009 : Teatro en Chilevisión : Anita / Dayana / Dayana Soto Machuca / Ignacia

## Prix
- Prix TV Grama 2010 - Meilleur animatrice de télévision